# Hrabstwo Dorchester (Maryland)

Piramida wieku hrabstwa

Hrabstwo Dorchester (ang. Dorchester County) to hrabstwo w amerykańskim stanie Maryland. Hrabstwo zajmuje powierzchnię całkowitą 2 545,75 km², co czyni je największym pod względem powierzchni całkowitej hrabstwem w Maryland. Według szacunków US Census Bureau w roku 2006 liczyło 31 631 mieszkańców. Siedzibą hrabstwa jest miejscowość Cambridge.

## Historia
Dokładna data utworzenia hrabstwa Dorchester nie jest znana, ale pierwsza o nim wzmianka pochodzi z 1668 roku. Nazwa hrabstwa pochodzi od earla Dorset, przyjaciela rodziny Calvertów zarządzających kolonią Maryland. W 1773 roku hrabstwo Dorchester uległo zmniejszeniu, gdy z jego części i części hrabstwa Queen Anne’s utworzono hrabstwo Caroline.

## Geografia
Hrabstwo Dorchester jest największym hrabstwem w Maryland pod względem powierzchni całkowitej i powierzchni wodnej. 
Całkowita powierzchnia hrabstwa wynosi 2 545,75 km², z czego 1 444,02 km² stanowi powierzchnia lądowa a 1 101,73 km² (43,3%) powierzchnia wodna. Najwyższy punkt w hrabstwie ma wysokość 17 m n.p.m., zaś najniższy punkt położony jest na poziomie morza w zatoce Chesapeake.

### Miasta
- Brookview
- Cambridge
- Church Creek
- East New Market
- Eldorado
- Galestown
- Hurlock
- Secretary
- Vienna

### CDP
- Algonquin
- Elliott
- Fishing Creek
- Madison
- Taylors Island

## Demografia
Według szacunków US Census Bureau w roku 2006 hrabstwo Dorchester liczyło 31 631 mieszkańców.